# Wilhelm Hebenstreit
Wilhelm Hebenstreit (* 24. Mai 1774 in Eisleben; † 17. April 1854 in Gmunden) war ein deutsch-österreichischer Journalist und Schriftsteller.

## Leben
Hebenstreit studierte in Göttingen Philologie und Philosophie, promovierte und ging 1811 nach Wien, wo er 1816 mit Johann Schickh die „Wiener Zeitschrift für Kunst, Literatur, Theater und Mode“ begründete, in der er bis 1818 als Redakteur arbeitete. Später war er beim „Sammler“ und 1819 bis 1821 als Theaterkritiker beim „Wiener Conversationsblatt“ tätig.
Er veröffentlichte einen mehrfach wiederaufgelegten Reiseführer mit dem Titel Der Fremde in Wien und der Wiener in der Heimat. Nach Hebenstreits Übersiedelung nach Gmunden 1836 entstand sein Hauptwerk, eine wissenschaftlich-literarische Encyklopädie der Aesthetik.
Hebenstreit war ein großer Musikfreund und eng mit Ludwig van Beethoven befreundet. Im Hinblick auf die Erstausgabe der A-Dur-Klaviersonate op. 101 schrieb der Komponist Anfang Januar 1817 an seinen Verleger Tobias Haslinger: „den Brief von hebenstreit über die Verdeutschung des piano forte bitte ich nicht zu zeigen, sondern mir ihn zurückzuschicken, ich bin schon gewohnt, da ich weder ein geleerter [!] noch ungelehrter bin, mich seines Rathes zu bedienen“. Das Werk erhielt daraufhin den deutschen Titel „Sonate für das Hammerklavier“, ebenso deutsche (statt italienische) Vortragsbezeichnungen.

## Werke
- Dictionarium Editionum Tum Selectarum Tum Optimarum Auctorum Classicorum Et Graecorum Et Romanorum. Praemittitur praefatio, accedunt indices. Ad Optimos Bibliographorum Libros Collatum Emendavit Supplevit Notulisque Criticis Instruxit, Wien: Armbruster, 1828
- Der Fremde in Wien und der Wiener in der Heimath. Vollständiges Auskunftsbuch für den Reisenden nach Wien, und während seines Aufenthalts in der Residenz; auch genaue Anzeige alles dessen, was in Wien sehenswerth und merkwürdig ist, für den Fremden und Einheimischen, Wien: Armbruster, 1829 – 2. Aufl. 1832, 3. Aufl. 1836, 4. Aufl. 1843 (Digitalisat der 2. Aufl.) (Digitalisat der 3. Aufl.) (Digitalisat der 4., verm. u. durchaus verb. Aufl.)
- Das Schauspielwesen. Dargestellt auf dem Standpunkte der Kunst, der Gesetzgebung und des Bürgerthums, Wien: Beck, 1843 (Digitalisat)
- Wissenschaftlich-literarische Encyklopädie der Aesthetik. Ein etymologisch-kritisches Wörterbuch der ästhetischen Kunstsprache, Wien: Gerold, 1843 (Digitalisat)